# Thuküdidész
Thuküdidész (ógörögül: Θουκυδίδης, latinul: Thucydides), (Halimusz, i. e. 460 körül – Athén?, i. e. 395 körül) görög történetíró, A peloponnészoszi háború szerzője. Thuküdidészt a tudományos történetírás atyjának is nevezik Hérodotoszhoz hasonlóan, akit Cicero nevezett el a történetírás atyjának, de kiemelve elődjénél szigorúbb tudományos módszereit. Ragaszkodott a tényekhez, gyűjtötte és rendszerezte őket, forrásait kritikával kezelte, és nem hivatkozott az isteni beavatkozásra, amint azt maga is kifejtette művének bevezetőjében.

## Élete
Amit életéről tudhatunk, annak elsődleges forrása saját műve, a peloponnészoszi háború története. Ebben athéninek vallja magát, aki Halimusz (Άλιμος) (ma Athén külvárosa) démoszból származik. Apja neve Olorusz. Átélte az athéni pestisjárványt, aminek Periklész és a lakosság nagy része is áldozata lett. Azt is feljegyzi, hogy aranybánya tulajdonosa Trákia tengerpartján, Scapte Hyle helységben, Thászosz szigetével szemben.
Rokonságban állt Miltiadésszel, fiával Kimónnal, a konzervatívok vezérével, Periklész ellenfelével is. Apja és anyja, Hégészipülé is trák származásúak voltak, birtokaik is ott terültek el. Miltiadész apósát, a trák királyt is Olorosznak hívták. Bár családi környezete Periklész-ellenes volt, Thuküdidész maga történeti munkájában Periklész meggyőződéses hívének és tisztelőjének mutatkozik.
I. e. 424-ben sztratégoszként működött a trákiai partvidéken, de mivel nem tudta megvédeni Amphipolisz városát Braszidasz spártai hadvezér támadásával szemben, száműzték Athénból. A következő két évtizedet Trákiában és a makedón királyi udvarban töltötte. Ez tette lehetővé, hogy adatokat gyűjtsön, információkat szerezzen a háború menetéről.
I. e. 404-ben, a háború végén az általános amnesztia nyomán visszatérhetett Athénba. A háborúról szóló nagy művét azonban, amelyen több mint húsz éven át dolgozott, már nem tudta befejezni. Halálának körülményeiről és helyéről az ókorból bizonytalan és ellentmondásos leírások maradtak fenn.

## A peloponnészoszi háború
A monográfia a háború történetét csak i. e. 411-ig dolgozza fel. A művet a későbbi kiadók nyolc könyvre osztották fel.
A II–IV. könyv a háború első tíz évét fogja át (i. e. 431 – i. e. 421, az úgynevezett „arkhidamoszi háború”). Az V. kötet az ezt követő, a Nikiasz-féle békével kezdődő bizonytalan hatodfél évet öleli fel. A VI–VII. tartalmazza az athéniek katasztrófával végződő szicíliai hadjáratát (i. e. 415 – i. e. 413). A VIII. könyv a háború dekeleiai-hellészpontoszi szakaszának (i. e. 413 – i. e. 404) az első két évét írja le, majd az események közepén hirtelen megszakad.
Az I. könyv úgynevezett „módszertani” fejezetében, a görög föld őstörténetét tárgyaló Archaiológiában Thuküdidész ismerteti anyaggyűjtési módszereit, művének célját, tárgya fontosságát. Elmondja, hogy már a háború kezdetén belekezdett az anyaggyűjtésbe azzal a határozott céllal, hogy megírja annak történetét. Hangsúlyosan szólt arról, hogy az igazságot tartja a legfontosabbnak, ezért forrásait, sőt saját elsődleges véleményét is alapos kritikai vizsgálatnak veti alá. Összehasonlításul rövid összefoglalást ad a régebbi görög történelemről. Művét összehasonlítja Hérodotoszéval – annak említése nélkül – azt lényegében mesés történetek összességének titulálva, melynek csak a szórakoztatás a célja (I. könyv, 22. fejezet).
A háború folyamán megtörtént eseményekkel kapcsolatban pedig nem azt tartottam kötelességemnek, hogy úgy jegyezzem fel őket, ahogy éppen értesítettek róluk, vagy ahogy én magam helyesnek találtam, hanem azt, hogy azoknak is, amelyeknél jelen voltam, s azoknak is amelyekről mások tudósítottak, amennyire lehetséges minden részletét pontosan felkutatva utánajárjak. A nyomozás fáradságos munkának bizonyult, mert a szemtanúk még ugyanazokat az eseményeket sem egyformán, hanem vagy az egyik, vagy a másik félhez fűződő érzelmeik szerint adták elő, vagy úgy, ahogy ők emlékeztek rájuk.
Ezután áttekinti a háború okait, amit a hatalomvágyban jelöl meg, konkrétan az athéni nagyhatalom növekedésében. A Déloszi Szövetség feletti hatalomgyakorlás megszédítette az athénieket, ami hatalmi túlkapásokhoz és az Athénnal ellenséges Peloponnészoszi Szövetséggel való egyre gyakoribb konfrontációkhoz vezetett. Az erőszakspirálból azonban nem lehet kiszállni, mert ha Athén gyengeséget mutat, akkor szövetsége széthullik, a feldühödött, volt szövetségesek pedig bosszút fognak állni. 
Nem szabad azt hinnetek, hogy csupán egyetlen dologért folyik a harc, a szabadságért a szolgaság helyett;a hatalom elvesztéséről van szó, arról a veszélyről, amely azok részéről fenyeget, akik uralmatokban meggyűlöltek. Ezt pedig már nem lehet feladni, még ha valaki a jelen körülmények között megszeppenve a passzivitással akarná is a derék embert játszani. Mert zsarnokuralom ez már a kezetekben, amit megragadni talán jogtalanságnak tűnik, de elbocsátani halálos veszedelem.
A háború kezdeti szakaszában az athéniek oldalán volt a stratégiai kezdeményezés, az ún. „sziget-stratégia” volt. Ezt Periklész fejti ki egyik beszédében, aki szerint az athéni polgárokat be kell telepíteni az ún „hosszú falak” (az Athént Peraieusszal összekötő és Themisztoklész által építeni kezdett falak) mögé, és hagyni kell, hogy a spártaiak betörjenek és szabadon pusztítsák Attikát. A város lakosságát és az ellencsapást az athéni flottának kell biztosítania, így Athén mintegy sziget lesz a szárazföldön. Az athéniek így szabadon felperzselhetik a spártaiak hátországát és elvághatják utánpótlási vonalaikat, ami miatt a spártaiak előbb-utóbb békekötésre kényszerülnek. A sors fintora, hogy Periklész abba a pestisbe halt bele, melyet a hosszú falak mögé beköltöztetett athéniek hurcoltak be a városba (a pestis érzékletes leírása és a beszámoló Periklész haláláról online is olvasható). A sziget-stratégia bukását Alkibiadész athéni renegát politikusnak a spártaiak számára adott javaslata jelentette, aki azt javasolta, hogy a spártaiak ne csak be-betörjenek Attikába, hanem annak Dekeleia nevű helyén hozzanak létre állandó bázist, és innen zaklassák a várost. Ezzel egyidejűleg szintén Alkibiadész javaslatára a spártaiak a perzsáktól kértek pénzt egy spártai flotta felszerelésére. A sziget-stratégia Athént arra kényszerítette, hogy megkísérelje leigázni Szicíliát, illetve hogy leigázza a hellén szigeteket. Ennek a legismertebb esete Mélosz szigetének elfoglalása volt.
Thuküdidész művének középpontja, mintegy tengelye az ún. méloszi dialógus, amely a jelentéktelen Mélosz szigetének polgárai, és az ő leigázásukra törő nagyhatalom Athén párbeszédét tartalmazza, és egyben rávilágít a hatalmi politika cinizmusára is. I. e. 416-ban az athéniek mindenképpen rá akarták bírni az addig a spártaiak vezette Peloponnészoszi Szövetséghez tartozó mélosziakat, hogy csatlakozzanak az Athén vezette Déloszi Szövetséghez. Nem érik be a sziget semlegességével sem, mivel ez azt mutatná az athéniek szövetségeseinek, hogy Athén meggyengült, és ez hatalmának végét jelentené. A mélosziaknak az írott jogra való hivatkozását elutasítják, jogra ugyanis akkor érdemes hivatkozni – az athéniek szerint –, amikor erő is áll mögötte. Ami pedig az istenekre, azaz a természetjogra való hivatkozást illeti, az athéniek annak a meggyőződésüknek adnak hangot, hogy az istenek is úgy viselkednek, mint ahogy az athéniek most: az erősebbek leigázzák a gyengéket.
Ami az isten jóindulatát illeti, az, reméljük, minket sem fog cserbenhagyni. Hiszen mi semmi olyasmit nem kívánunk vagy teszünk, ami ellentmondana az emberek istenről való véleményének vagy egymás iránti táplált érzelmeinek. S istenről nagy valószínűséggel, az emberről pedig minden bizonnyal állíthatjuk, hogy a természetükben mindig ott rejlő kényszer alapján, ha megvan rá a hatalmuk, uralkodni akarnak. Ezt a törvény nem mi találtuk ki, s fennállása óta nem mi alkalmazzuk először, hanem már készen örököltük, s minden időre érvényes örökségként fogjuk hátrahagyni. S ha e szerint járunk el, ezt abban a tudatban tesszük, hogy ti vagy bárki más hasonló hatalom birtokában ugyanúgy cselekednétek, mint mi. Így hát nyilvánvalóan semmi okunk nincs a félelemre, hogy az istenek jóindulatát esetleg elveszítjük. Ami pedig a lakedaimoniakról alkotott véleményeket s azt a reményeteket illeti, hogy már csak becsületből is segítségetekre sietnek, nos, ebben az esetben csodálattal illethetjük gyermekhez illő bizalmatokat, de nem irigyeljük balgaságotokat. Mert igaz, hogy a lakedaimoniak, ha egymásközti érintkezésükről vagy hazai törvényeik tiszteletéről van szó, kiválóan viselkednek, de sokat lehetne arról beszélni, hogyan bánnak másokkal, s röviden szólva úgy jellemezhetjük őket, hogy aligha ismerünk még egy népet, amely a legteljesebb nyíltsággal azt tartja tisztességesnek, ami neki kellemes, és azt jogosnak, ami neki hasznos. S mivel ilyen a gondolkodásmódjuk, nagyon alaptalan a reményetek, hogy megmentenek.
Mélosz sorsa egyértelmű Thuküdidész előadásában: a férfiakat lemészárolják, a nőket és a gyermekeket eladják rabszolgának.

## Hatása a későbbi korokra
Thuküdidész művét több ókori történetíró is folytatta, így Xenophón, Theopomposz, Kratipposz és mások. Xenophón egyenesen azzal kezdi a művét, hogy „az ezeket (ti. Thuküdidész által utolsónak megírtakat) követő napokban az alábbiak történtek”.
Néhány nappal később megérkezett Athénból maroknyi hajójával Thümokharész és máris tengeri csata robbant ki a lakedaimóniak és az athéniak között.
Xenophón igazságot is szolgáltat, mivel a nagyhatalmi rangjától megfosztott Athén polgáraiban is végbemegy a felismerés, hogy ők is Mélosz sorsára juthatnak. A kétségbeesett polgárok az Aigiszpotamoinál bekövetkező utolsó csatavesztés (Kr.e. 405.) hírére jajszavakat hallatnak a hosszú falak mentén, és mindenkinek Mélosz sorsa jut eszébe. (Xenophón, Hellenika, II.2)
A Paralosz éjszaka futott be Athénba a rossz hírrel. Jajkiáltások hangzottak Peiraieuszból, s a hosszú falak mentén elérték a várost. Egyik ember a a másiknak adta át a hírt. Ezen az éjjelen senki sem aludt. Nem annyira a halottaiakat gyászolták az athéniak, mint inkább önmagukat. Meg voltak róla győződve, hogy rájuk is olyan sors vár, mint amilyeket ők mértek a mélosziakra, a lakedaimóniaiak telepeseire, akiket erőszakkal tiportak le, és Hisztiaia lakóira, a szkiónéiakra, a torónéiakra, az aiginaiakra és nagyon sok más hellénre.
Érdekesség, hogy Thuküdidészt angol nyelvre először a híres filozófus, Thomas Hobbes fordította, és valószínűleg hozzájárult Hobbes emberképének (Homo homini lupus est – Ember embernek farkasa) formálásához.
Thuküdidészt az általa itt bemutatott hatalompolitikai felfogás miatt a nemzetközi kapcsolatok realista iskolájához sorolják. A háború okainak, a háborús felelősség kérdésének thuküdidészi leírása a nemzetközi kapcsolatok elméletére gyakorolt megtermékenyítő hatást. A 20. században thuküdidészi dilemmának nevezték el azt a csapdahelyzetet, mely a háború kirobbanásához vezetett. Ennek lényege, hogy egy háború kitörése nem feltétlenül „egyes vezetők döntésein múlt, hanem a kialakult történelmi helyzetben tulajdonképpen szükségszerű volt… E szerint, amikor egy állam gazdasági és katonai potenciálja hirtelen megnövekszik, a kortársak számára úgy tűnik, az illető állam hamarosan átveheti az addig domináns nagyhatalom helyét, az utóbbi pedig, beletörődés helyett, többnyire megpróbálja harc árán is megőrizni helyzetét” Lényegében arról van szó, hogy mindkét hatalom kötve volt a saját korábbi viselkedéséhez. Athén arra való hivatkozással, hogy védelmet ad a perzsák ellen hatalmas flottát és kincstárat halmozott föl, ami szükségszerűen a szövetségesek kiszipolyozásához, és azok gyűlöletéhez vezetett. Emiatt nem engedhette meg, hogy bármelyik szövetségese – legyen az olyan pici is akár, mint Mélosz szigete - elpártoljon. A többi görög városállam pedig magától értetődő módon védelmet kért Spártától, amelyik szövetségi rendszerét az Athéntól való védelemre építette. Amikor pedig Spárta egyik szövetségese segítséget kért az athéniek ellen, akkor Spárta nem tehette meg, hogy ne lépjen - ami természetesen kiváltotta a hasonlóan determinált magatartású Athén ellenlépését. A konfliktusok tehát eszkalálódtak.
Ugyanez a magatartás figyelhető meg Froissart leírásában is, aki a százéves háború kitörését Franciaország és Anglia saját szövetségeseinek oldalán történő beavatkozásával magyarázza. Thuküdidész hatását figyelhetjük meg Kissinger Diplomácia című művében is, mely a „A végítélet politikai gépezete” című fejezetben mutatja be, hogy az első világháborús szövetségi rendszerek hogyan vezettek szükségszerűen az összecsapáshoz. Emiatt a hidegháború időszakában – a korábbi tapasztalatok nyomán – elsősorban a nemzetközi rendszerben meglévő konfliktusforrások eszkalációjának kiküszöbölésére törekedett a két szuperhatalom.

## Thuküdidész műve magyarul
- A peloponnesusi háború története, 1.; ford. Zsoldos Benő; Steinfeld Ny., Sárospatak, 1882
- Thukydides, 1–3.; ford., bev., jegyz. Zsoldos Benő; Akadémia, Budapest, 1887–1888 (Görög és latin remekírók)
- Összefüggő részek Thukydides művéből; ford., jegyz. Hegedüs István; Lampel, Budapest, 1891
- Szemelvények Thukydides-ből; ford. Szilasi Móricz; Grill, Budapest, 1891 (Középiskolai könyvek tára)
- A peloponnesosi háború története; Szilasi Móric olvasókönyve nyomán kivonatozta D. J.; Jancsovits Ny., Kaposvár, 1900
- A peloponnészoszi háború; ford., jegyz., utószó Muraközy Gyula; Európa, Budapest, 1985 (Clio)
- A peloponnészoszi háború; ford. Muraközy Gyula, jegyz., utószó Hegyi Dolores; Osiris, Bp., 2006 (Sapientia humana) ISBN 9789633796788
- A méloszi dialógus: https://mmi.elte.hu/szabadbolcseszet/mmi.elte.hu/szabadbolcseszet/mediatar/bevezetes_a_gorog_bolcseletbe/thukudidesz_meloszi_v_85_116.pdf
- Periklész halotti beszéde az elesett athéni katonák temetésén, illetve az athéni pestis leírása: http://mek.oszk.hu/06100/06151/06151.htm#16

## Szakirodalom
- Falus Róbert: Apollón lantja. A görög-római irodalom kistükre. Móra Ferenc Könyvkiadó, Budapest. 1982
- Falus Róbert: Az ókori görög irodalom története, Gondolat, Budapest, 1964
- Petz Vilmos: Ókori lexikon. Online

## További információ
- Allison, Graham: Háborúra ítélve : megmenekülhet-e Amerika és Kína Thuküdidész csapdájából? Budapest, Magyar Vezetőképző Alapítvány, 2023. ISBN 9786150183633